# Albertus Buckle
Pour les articles homonymes, voir Buckle.

a Compétitions nationales et continentales officielles uniquement.

Dernière mise à jour le 10 mai 2025.
Albertus Marthinus Buckle, né le 9 septembre 1983, est un joueur sud-africain de rugby à XV qui joue au poste de pilier.

## Biographie
Il rejoint en 2015 le club du Lyon OU. En novembre 2017, il prolonge son contrat d'un an avec le club.

## Palmarès
- Champion de France de Pro D2 en 2012 avec le FC Grenoble